# Devesa de Campoamor
Devesa de Campoamor (en castellà i oficialment, Dehesa de Campoamor) és una localitat pertanyent a l'entitat de població d'Oriola Costa a la comarca del Baix Segura, al terme municipal i partit judicial d'Oriola. Se situa en l'extrem sud del País Valencià.
La seua població era de 857 habitants l'any 2018.
Les zones turístiques i de valor natural destacables prop de Devesa de Campoamor són el parc natural de Las Salinas y Arenales de San Pedro del Pinatar i el Mar Menor, a 8 km en direcció sud. En direcció oest, a 15 km cap a l'interior, es troba la Serra d'Escalona i cap al nord, a 10 km, es troben les Salines de Torrevella. Més al nord, a uns 30 km, es troba la desembocadura del Segura.